# Westfriedhof (Innsbruck)

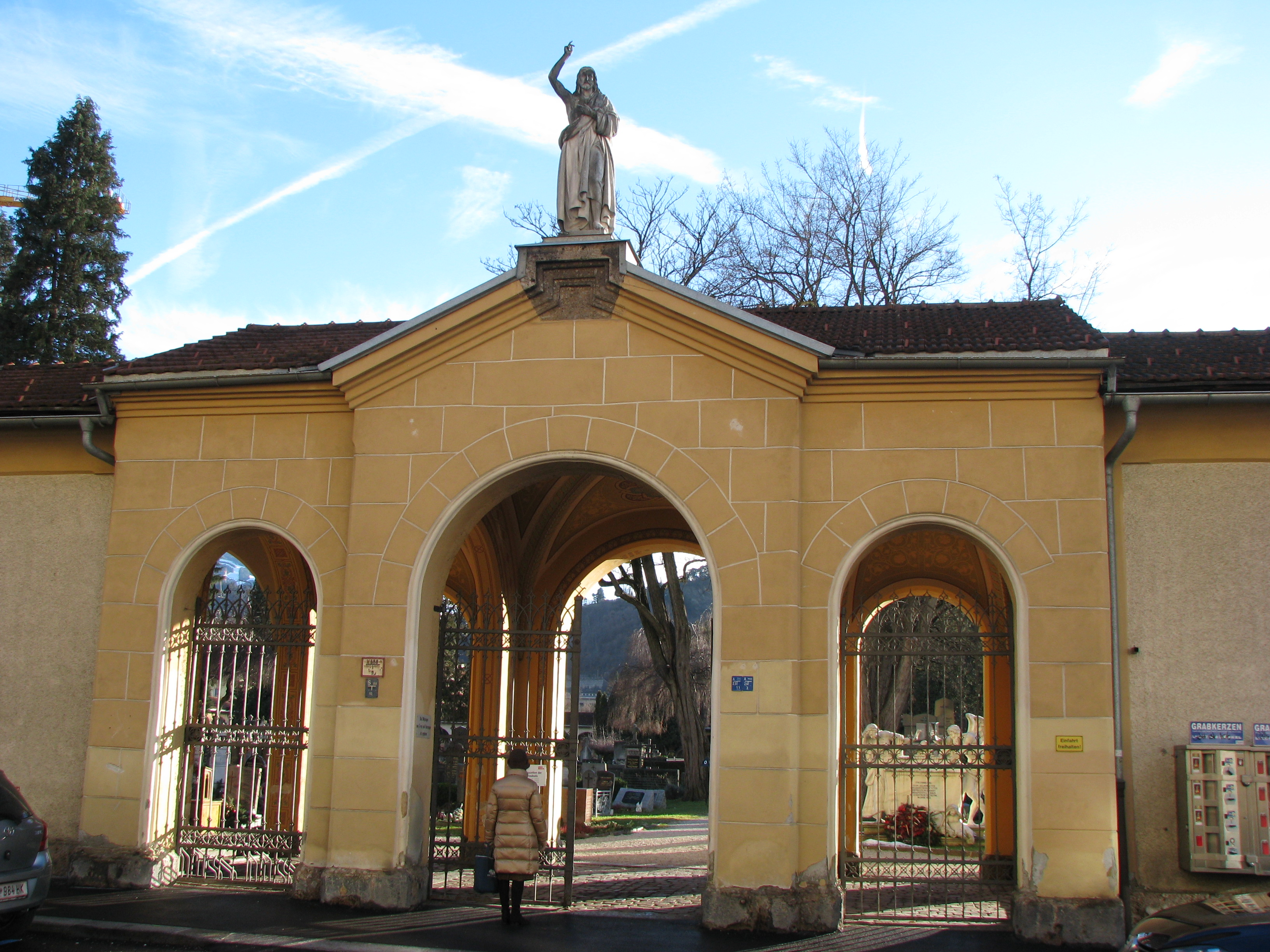
Nordportal (ursprünglicher Haupteingang)

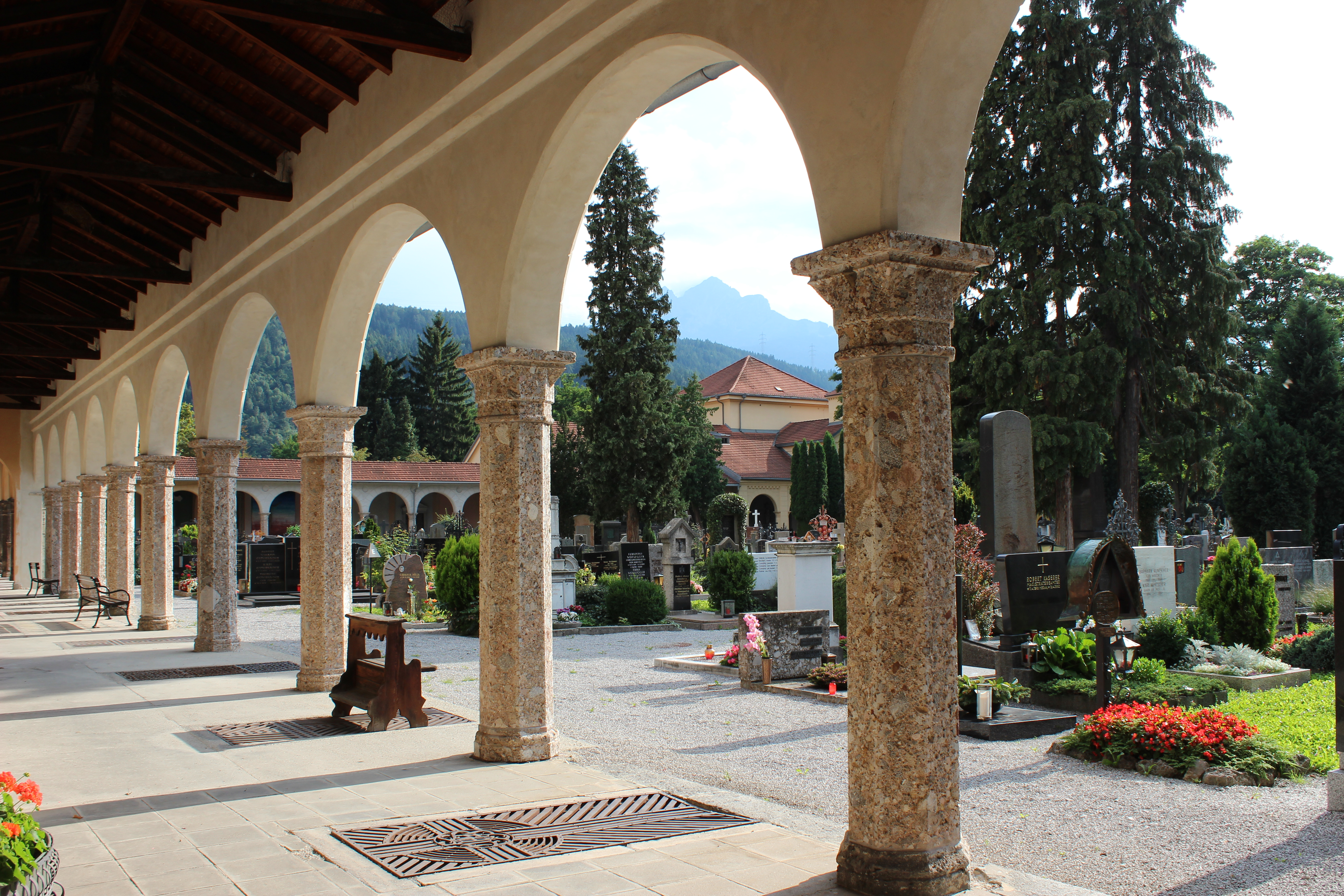
Blick aus den östlichen Arkaden des alten Friedhofsteils zur Kapelle

Der Westfriedhof ist einer der beiden Hauptfriedhöfe der Stadt Innsbruck. Die 4,8 ha große, 1856 errichtete und 1889 erweiterte Anlage befindet sich im Stadtteil Wilten. Zusammen mit dem Ostfriedhof dient er der Beisetzung von Verstorbenen der ganzen Stadt.

## Geschichte
Der städtische Friedhof befand sich ursprünglich um die St. Jakobs-Kirche (den heutigen Dom) und seit 1509 zusammen mit dem Spitalsfriedhof im Bereich des heutigen Adolf-Pichler-Platzes hinter der Spitalskirche. Ursprünglich außerhalb der Stadtmauern gelegen, befand er sich im 19. Jahrhundert mitten in der Stadt und war außerdem zu klein geworden. Ab 1852 gab es daher Pläne zur Verlegung des Friedhofs. Am 24. Dezember 1855 genehmigte die Statthalterei die Verlegung in die Wiltener Felder südlich des Innrains auf dem Gebiet der damals noch eigenständigen Gemeinde Wilten. Als Gewinner eines Wettbewerbs entwarf der Civil-Ingenieur Carl Müller nach den Vorgaben eine quadratische, auf allen Seiten von Arkaden umgebene Anlage nach dem Vorbild eines italienischen Campo Santo. Das Hauptportal befand sich auf der Nordseite, darauf führte die heute komplett mit Gebäuden der Universitätsklinik überbaute Friedhof-Allee vom Innrain aus zu.
Der neue Friedhof wurde von August bis Dezember 1856 errichtet und das erste Gräberfeld, ein Sechzehntel der Anlage, am 18. Dezember 1856 gesegnet. Am 21. Februar 1858 wurde der gesamte Friedhof feierlich geweiht. 1859 wurde der evangelische Friedhofsteil angelegt.
Nachdem der jüdische Friedhof am Judenbühel mehrmals geschändet worden war, erhielt die israelitische Kultusgemeinde 1864 ein Areal am städtischen Friedhof zur Verfügung gestellt. Da die Juden wie alle anderen Bürger eine Friedhofssteuer entrichten mussten, übernahm die Stadt die Kosten zur Errichtung des neuen Friedhofs. 1864 wurden am Judenbühel die letzten Verstorbenen beigesetzt, die Gräber wurden in der Folge teilweise vom alten in den neuen jüdischen Friedhof verlegt.
1889 wurde der Friedhof um die gleiche Größe erweitert. Der südliche Abschluss mit der Kapelle wurde zur neuen Mittelachse mit dem neuen Haupteingang an der Ostseite. Der evangelische und der jüdische Friedhof wurden an die Südseite des neuen Friedhofsteils verlegt. Ursprünglich einfach als städtischer Friedhof bezeichnet, wurde er später Zentralfriedhof und seit der Eröffnung des Ostfriedhofs in Pradl 1912 Westfriedhof genannt.
1927 wurde ein Urnenhain angelegt und die Kapelle neu gebaut. Ein geplantes Krematorium wurde nicht verwirklicht.
Während des Eichmann-Prozesses schändeten zwei Burschenschafter im Jahr 1961 den jüdischen Friedhof. Für die Verbreiterung des Südrings wurde 1981 das südwestliche Eck des Friedhofs abgetrennt. Zahlreiche Gräber des jüdischen Sektors mussten dafür aufgelassen oder umgebettet werden.

## Anlage

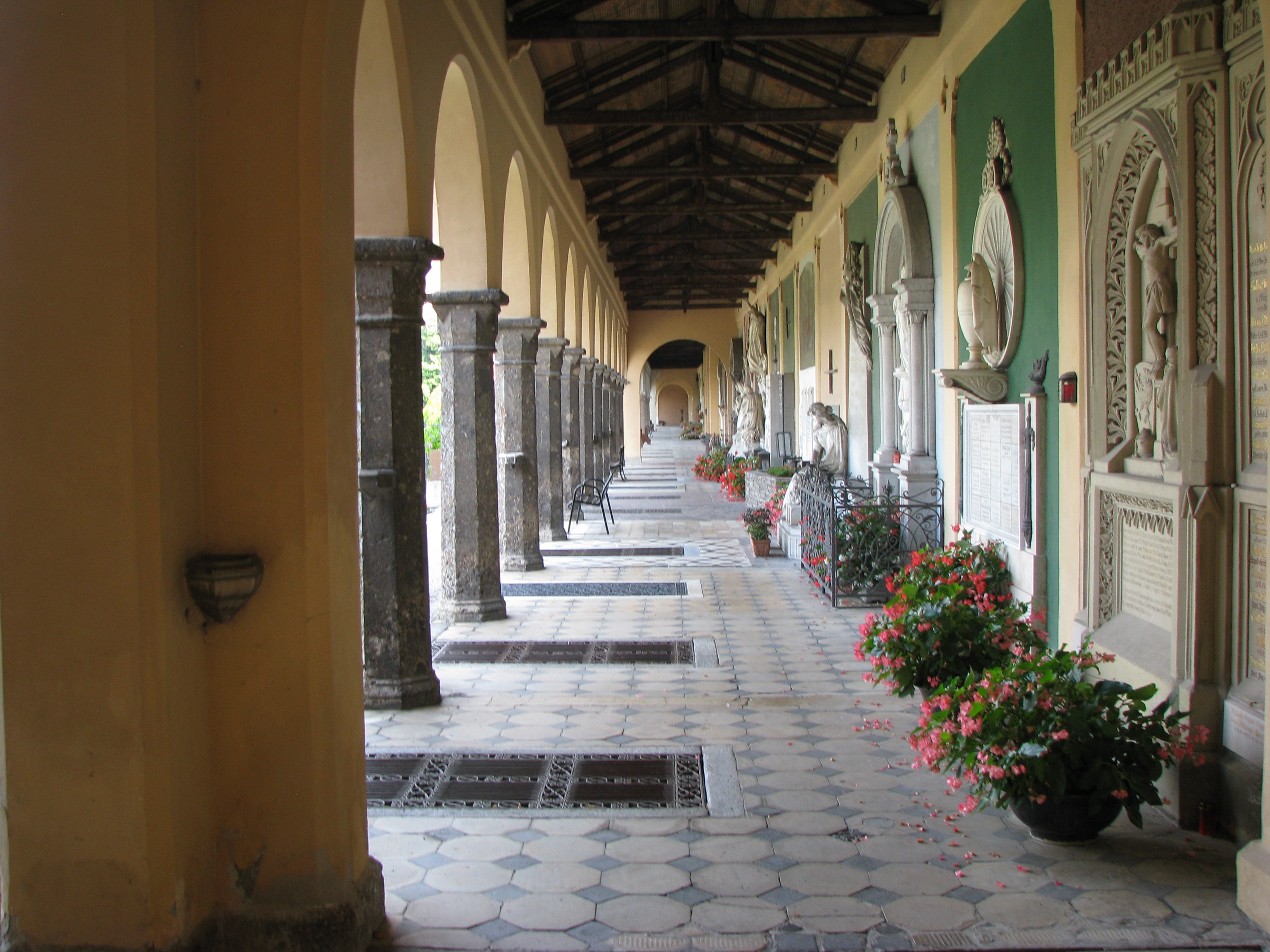
Arkaden im nördlichen Teil

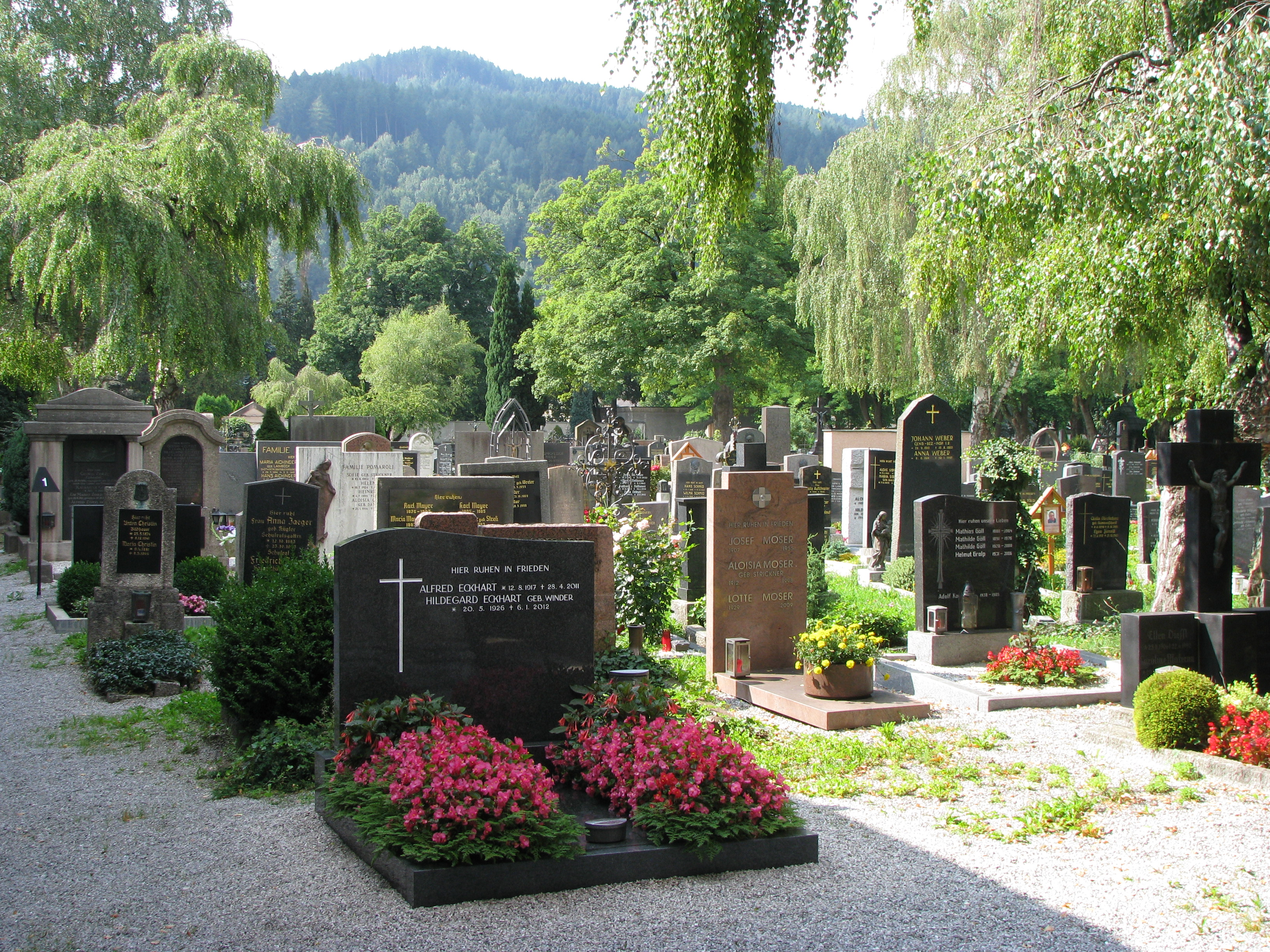
Gräberfeld im südlichen Teil

Der Friedhof besteht aus zwei annähernd gleich großen Bereichen mit quadratischem Grundriss, die symmetrisch in vier Hauptgruppen mit je vier Grabfeldern (Nordteil: A–R, Südteil: 1–16) unterteilt sind. Südlich schließen sich, durch eine Portalachse getrennt, der evangelische und der jüdische Friedhofsteil mit je drei Grabfeldern an.
Der Friedhof wird im Norden von der Schöpfstraße und im Süden von der Egger-Lienz-Straße begrenzt, wo sich auch Eingänge befinden. Der Eingang an der Nordseite, der ursprüngliche Haupteingang, wird von einer Statue des Auferstandenen bekrönt, die 1860 von Josef Gröbmer geschaffen wurde. Der heutige Haupteingang befindet sich im Osten an der Fritz-Pregl-Straße zwischen den beiden Friedhofsbereichen. Ein vierter Eingang liegt dem Haupteingang gegenüber an der Westseite und ermöglicht den Zugang vom Beselepark. Die Fläche des Friedhofs beträgt insgesamt 47.700 m².
Der ältere Teil im Norden ist auf allen Seiten von einem Arkadengang umgeben, in dem sich 150 Gräber befinden. Er wurde von Franz Plattner, August von Wörndle, Georg Mader und Mathias Schmid mit einem Freskenzyklus im Nazarenerstil ausgemalt, der im Zweiten Weltkrieg teilweise zerstört wurde. Der südliche Teil verfügt nur an der Nordseite und für ein kurzes Stück an der Ostseite über einen Arkadengang, stattdessen gibt es zusätzliche Gräberfelder (17–19) am West- und Ostrand.
In den beiden Friedhofsteilen befinden sich je zwei Brunnen, an den Schnittpunkten der Hauptwege jeweils ein Kruzifix, das im nördlichen Teil aus dem 17. Jahrhundert, im südlichen Teil von Alois Winkler vom Anfang des 20. Jahrhunderts stammt.
Im zentralen Bereich zwischen Nord- und Südteil befinden sich die Kapelle mit den Aufbahrungshallen und der Urnenhain.
Der Friedhof steht unter Denkmalschutz. Gesondert ausgewiesen sind der jüdische Friedhof und das Hormayr'sche Grabmal unter den Nordarkaden.

### Jüdischer Friedhof

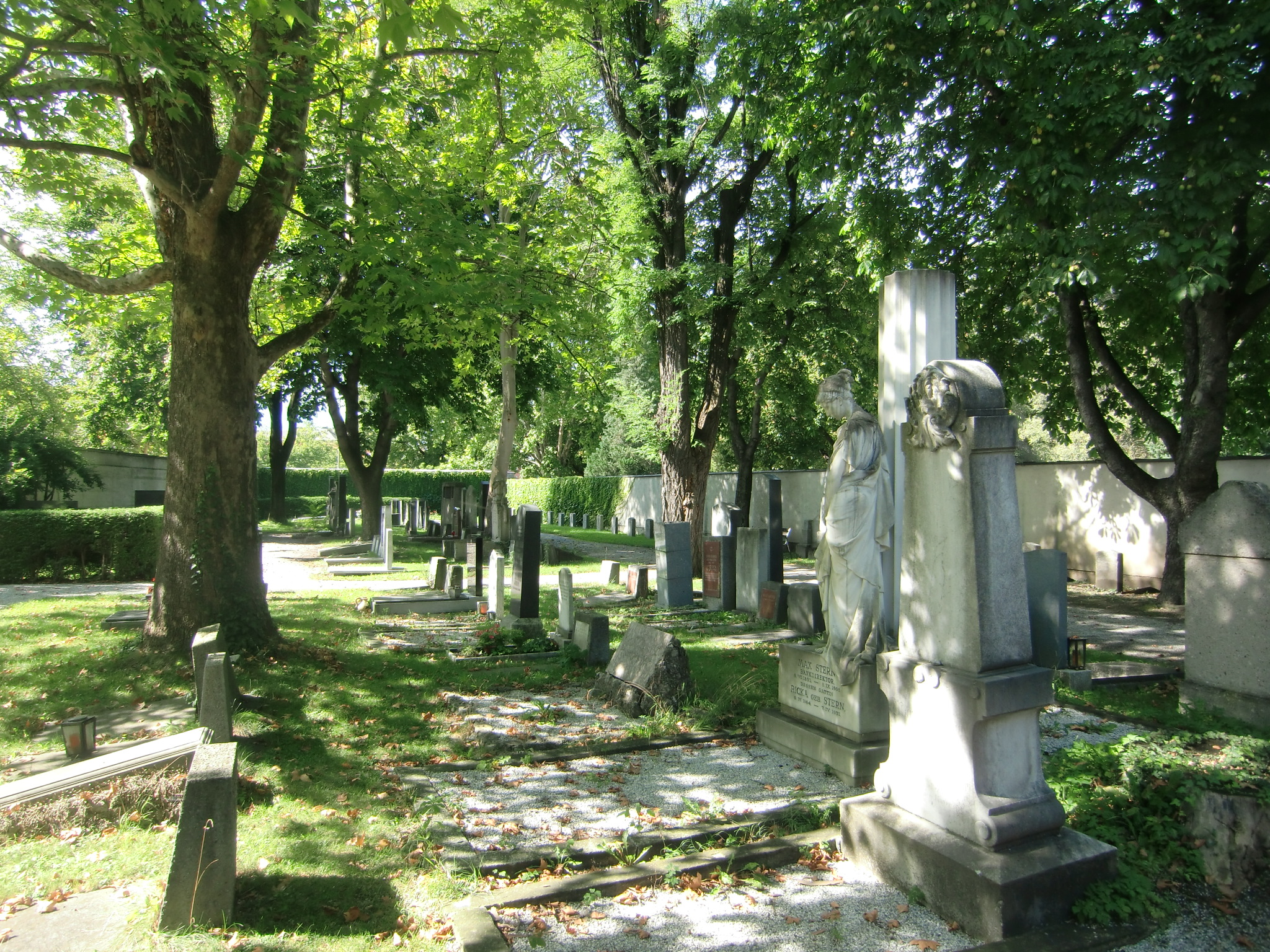
Jüdischer Friedhof

Durch eine Mauer getrennt schließt sich im Süden der jüdische Friedhof mit drei Grabfeldern an. Entlang der Mauer im Norden befinden sich Gräber von im Ersten Weltkrieg in Tirol gefallenen jüdischen Soldaten aus allen Teilen der Monarchie, in der Mitte erinnert ein 1925 errichtetes Denkmal an die sechs gefallenen Innsbrucker Juden. An der Ostmauer ist eine Gedenktafel den Opfern der Shoa gewidmet. An der Südmauer erinnern ein Denkmal und eine Bronzetafel mit den Namen der Verstorbenen an die Gräber, die beim Ausbau des Südrings aufgelassen bzw. umgebettet werden mussten.

## Gebäude

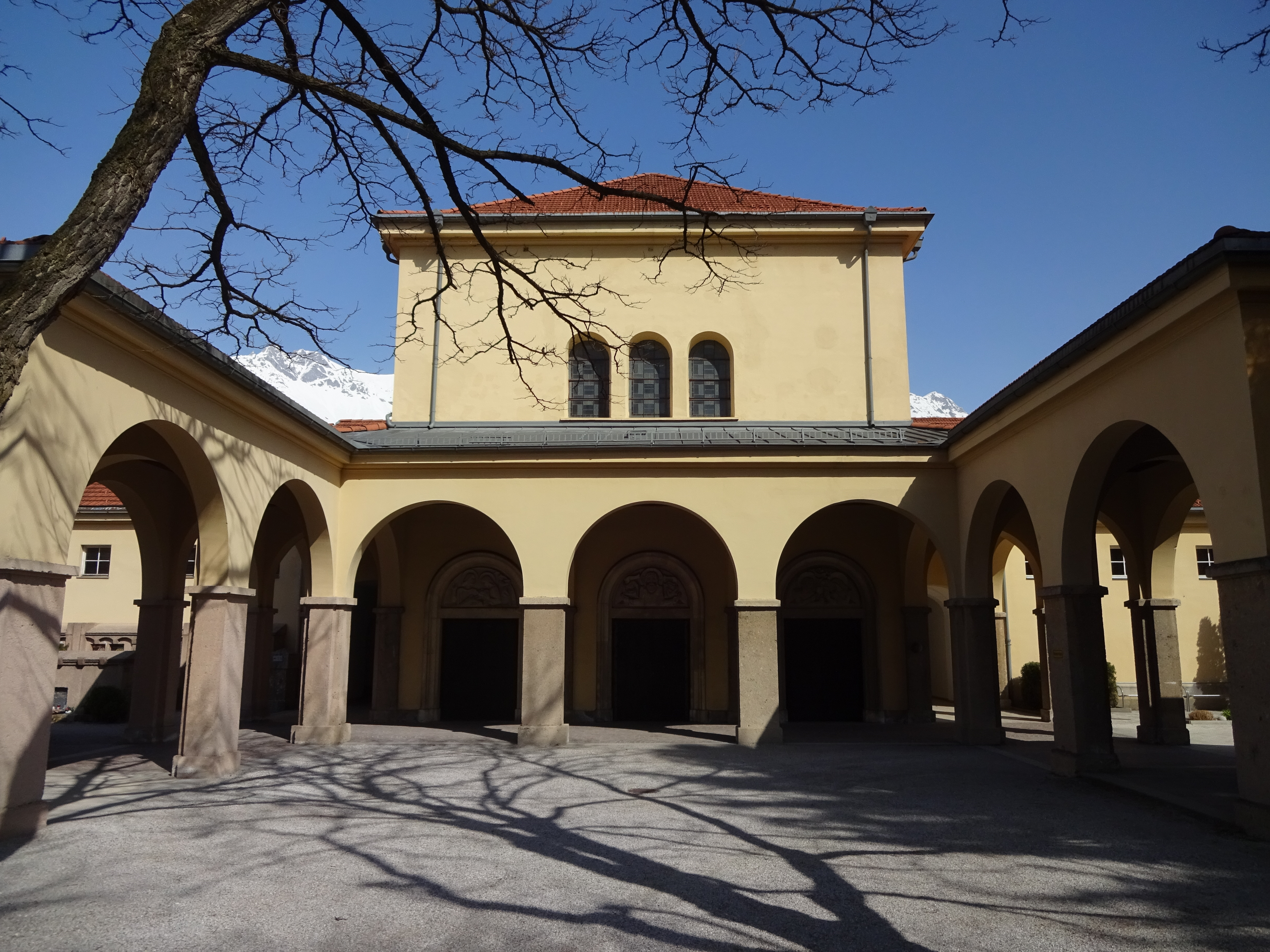
Kapelle von Süden

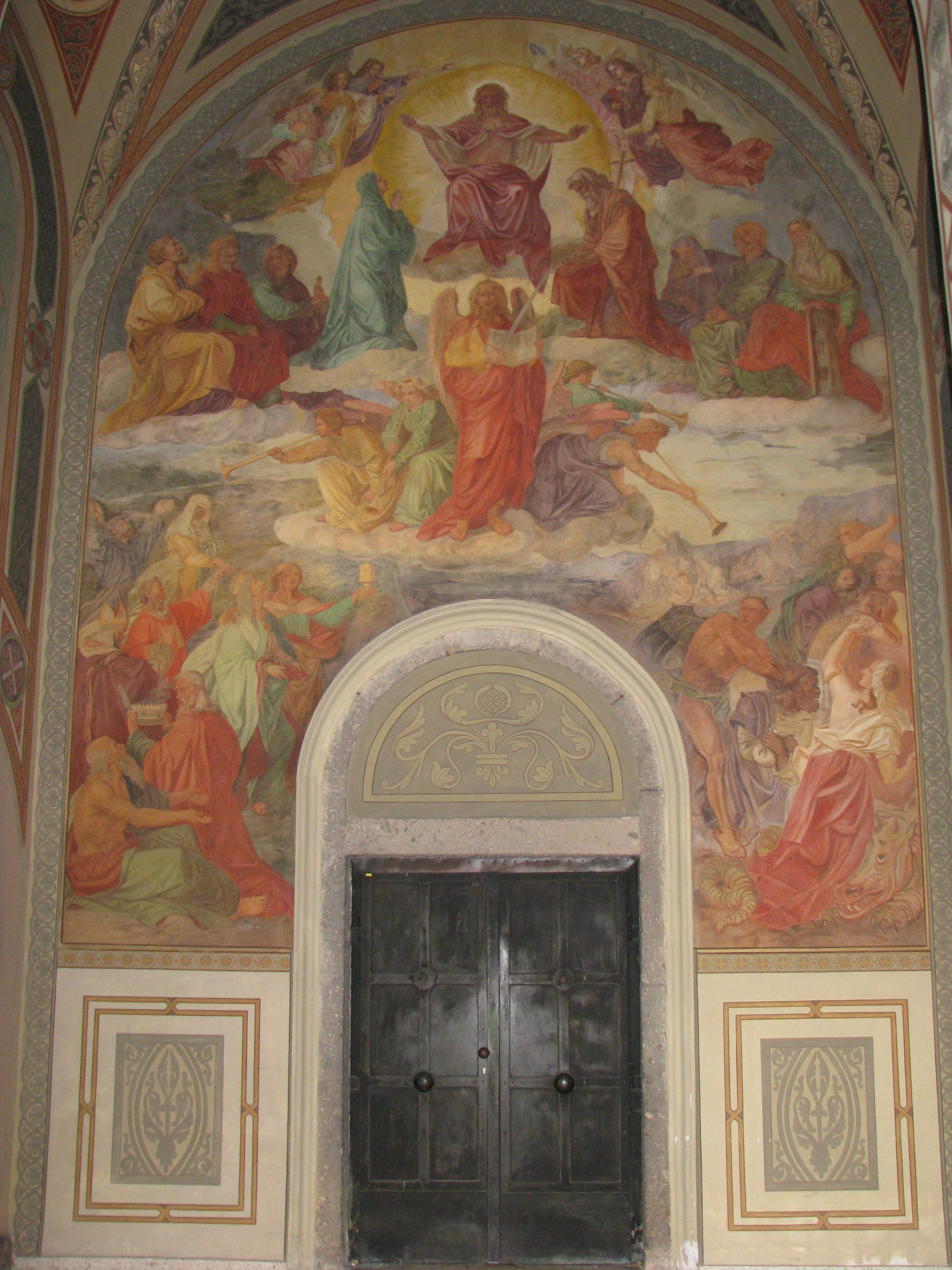
Vorhalle der Kapelle mit Darstellung des Jüngsten Gerichts von Franz Plattner

Die Kapelle im Zentrum der Achsen wurde 1856 als südlicher Abschluss des Friedhofs erbaut. In den Jahren 1926/1927 wurde sie nach Plänen des Architekten Franz Wiesenberg unter Beibehaltung der Vorhalle durch einen Neubau ersetzt und um eine Aufbahrungshalle erweitert. Der Zugang erfolgt im Norden durch die Vorhalle und im Süden direkt vom neuen Friedhofsteil.
Die Vorhalle weist ein Satteldach mit bekrönendem Dachreiter und eine Giebelfassade mit hohem Rundbogeneingang auf. Das Innere ist kreuzgratgewölbt, das Vorjoch mit einer Stichkappentonne versehen. Die Gewölbe wurden von 1862 bis 1864 und ab 1871 von Franz Plattner mit Öltemperagemälden versehen, die in drei großen Gemälden nach der geheimen Offenbarung den Untergang alles Weltlichen, das Jüngste Gericht und das himmlische Jerusalem zeigen. Kleinere Medaillons stellen die vier letzten Dinge sowie Gebet, Almosengeben und Messopfer dar. Die figurenreichen, allegorisch-symbolischen Darstellungen gelten als erstes großes Hauptwerk der nazarenischen Malerei in Tirol.
Die Kapelle über annähernd quadratischem Grundriss ist mit einem flachen Pyramidendach gedeckt. Die drei Südportale sind in die Arkaden eingebunden und mit halbfigurigen Tympanonreleifs von Franz Santifaller aus Kunststein rundbogig abgeschlossen. Der nach Westen orientierte Innenraum ist mit einem Klostergewölbe überkuppelt und mit Mosaiken von Rudolf Jettmar und Gottlieb Schuller von 1927 sowie seinerzeit umstrittenen Holzfiguren Glaube, Hoffnung und Liebe von Franz Santifaller von 1926 ausgestattet.
Im Westen und Osten schließen an die Kapelle die beiden Aufbahrungshallen mit Schaugängen an. Es handelt sich um lange, flach gedeckte Räume, die durch hoch liegende Fenster von Süden her belichtet werden.
An die westliche Aufbahrungshalle schließt der 1927 angelegte und 1990 nach Plänen von Ekkehard Hörmann erweiterte Urnenfriedhof an, der durch seine abgeschlossene Lage zwischen den Arkadengängen des nördlichen und südlichen Friedhofsteils und der Kapelle einen kleinen Hof bildet. In den Umfassungsmauern befinden sich regelmäßig angeordnete Wandnischen, im Zentrum frei stehende, sarkophagartige Blöcke mit Urnennischen. Im südlichen Eingangsbereich, zwischen evangelischem und jüdischem Friedhofsteil, befindet sich ein weiterer Urnenfriedhof.

## Denkmäler und Grabmäler

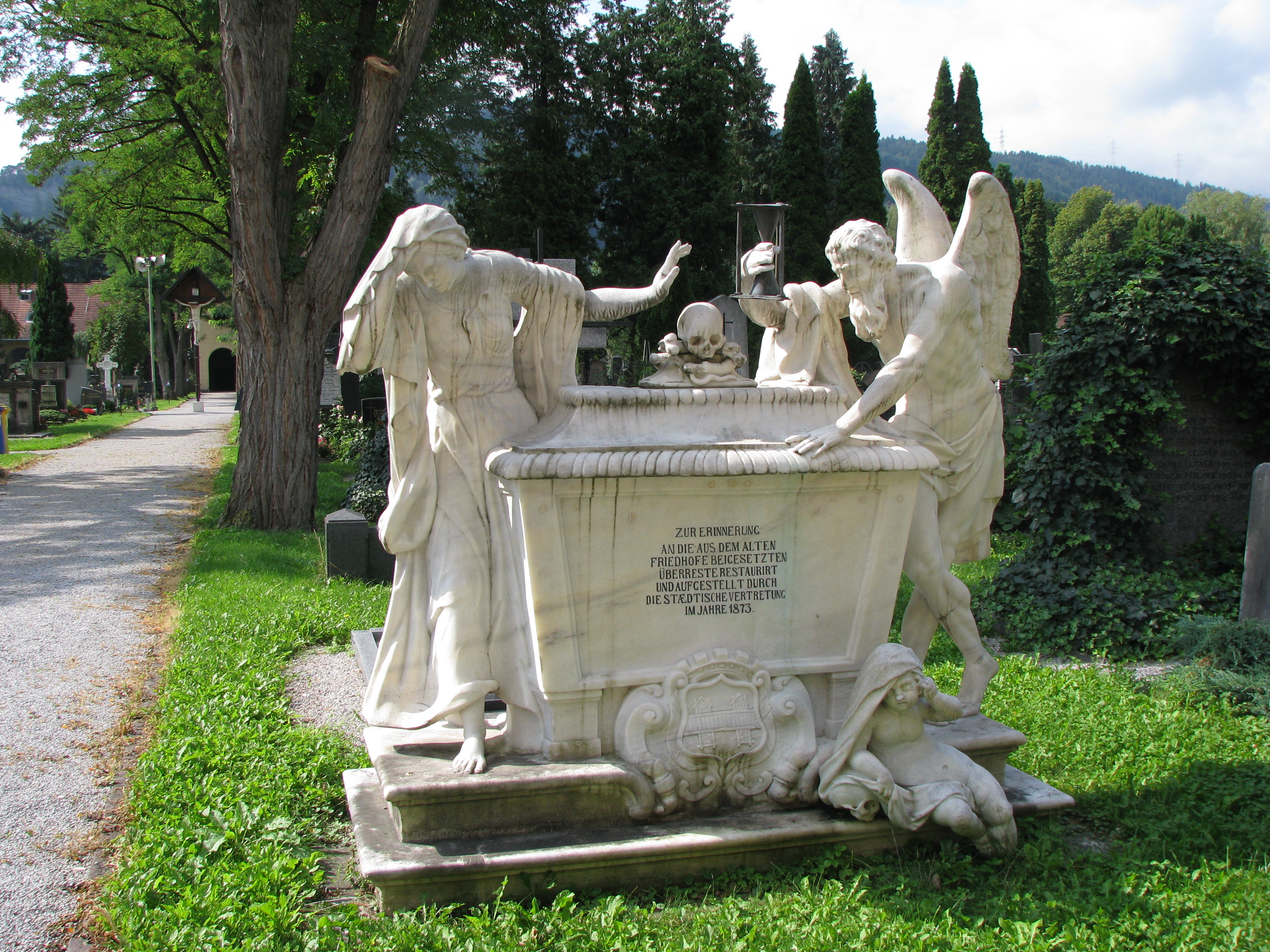
Saturndenkmal

Insbesondere unter den Arkaden finden sich zahlreiche künstlerisch gestaltete Grabmäler, die hauptsächlich in der Zeit zwischen 1860 und 1900 im neugotischen oder nazarenischen Stil geschaffen wurden. Sie stammen von zeitgenössischen Tiroler Künstlern wie Josef Gasser, Dominikus Trenkwalder, Josef Miller, Serafin Eberhart, Edmund Klotz, Hermann Klotz, Hans Bernard oder Andrea Malfatti. Manche ältere Grabmäler, wie das von ihm selbst entworfene Grabmal Alexander Colins († 1612) mit der Darstellung der Erweckung des Lazarus oder das von Urban Klieber geschaffene Grabmal Josef Freiherr von Hormayrs († 1779) wurden vom alten Friedhof hierher übertragen.
1873 ließ die Stadt das „Saturndenkmal“, ein marmornes Denkmal vom Grab der Grafen Wolkenstein-Trostburg, das Chronos (Saturn) mit einer trauernden Frau darstellt, restaurieren und auf den Westfriedhof überführen. Das 1775 von Josef Huber, einem Schüler Urban Kliebers, geschaffene Denkmal erinnert an alle Verstorbenen, deren Gebeine vom alten auf den neuen Friedhof übertragen wurden.
Das aus Lemberg übertragene und 1885 aufgestellte Grabdenkmal der gräflichen Familie Romazkan-Cigala einer bronzenen Frauengestalt mit Buch und Kelch auf einem hohen Porphyrsockel dient heute als Gedenkstätte für die Ehrenbürger der Stadt Innsbruck.
An der Mittelachse des südlichen Teils steht die 1908/1909 errichtete Grabkapelle der Familie Retter. Der gotisierende Bau mit Stufengiebel, Spitzbogenportal und kleinem Dachreiter über der Apsis war ursprünglich im Inneren mit Malerei ausgeschmückt.

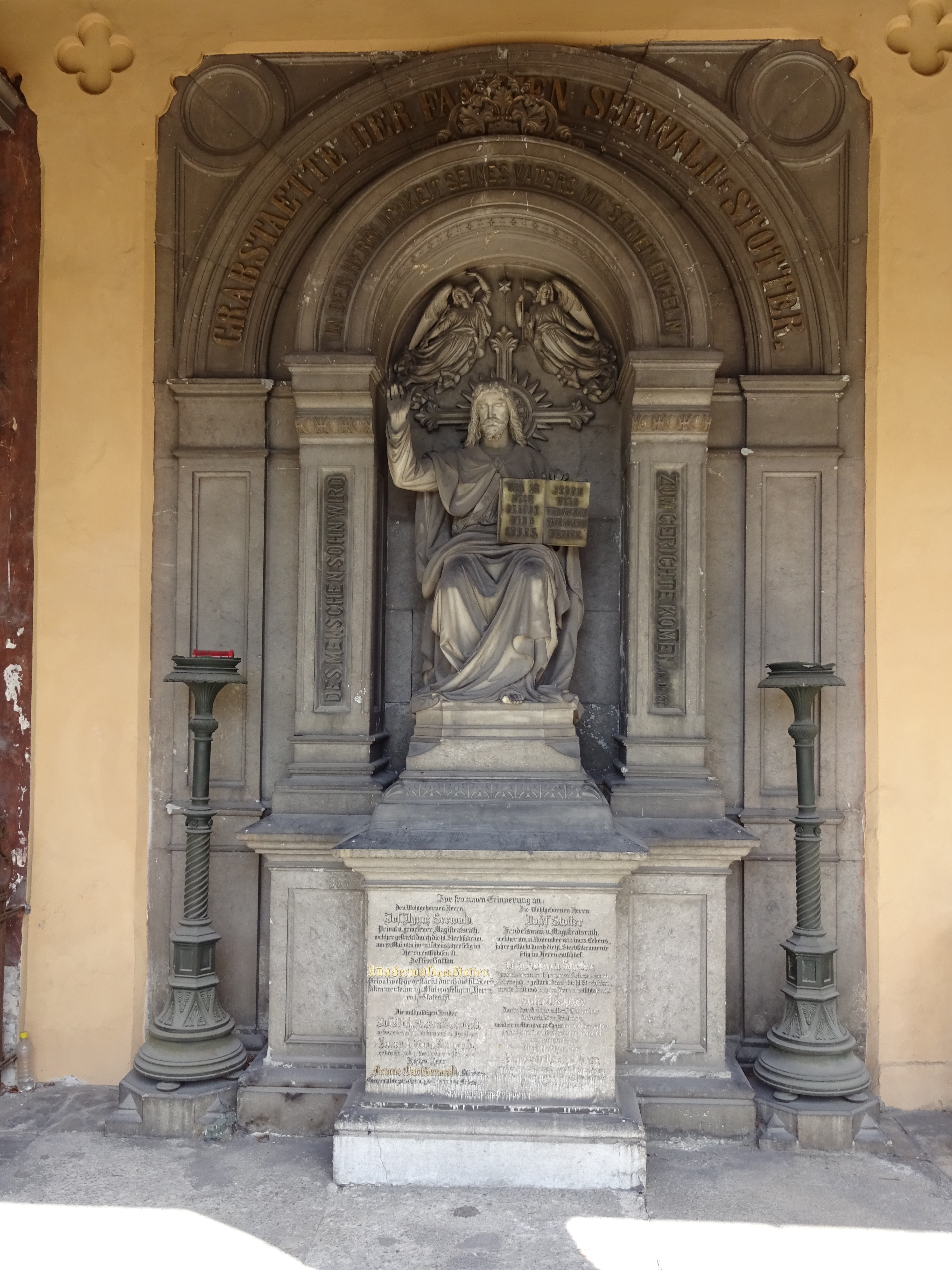
Stotter'sche Grabstätte, Thronender Christus von Josef Gasser, 1874
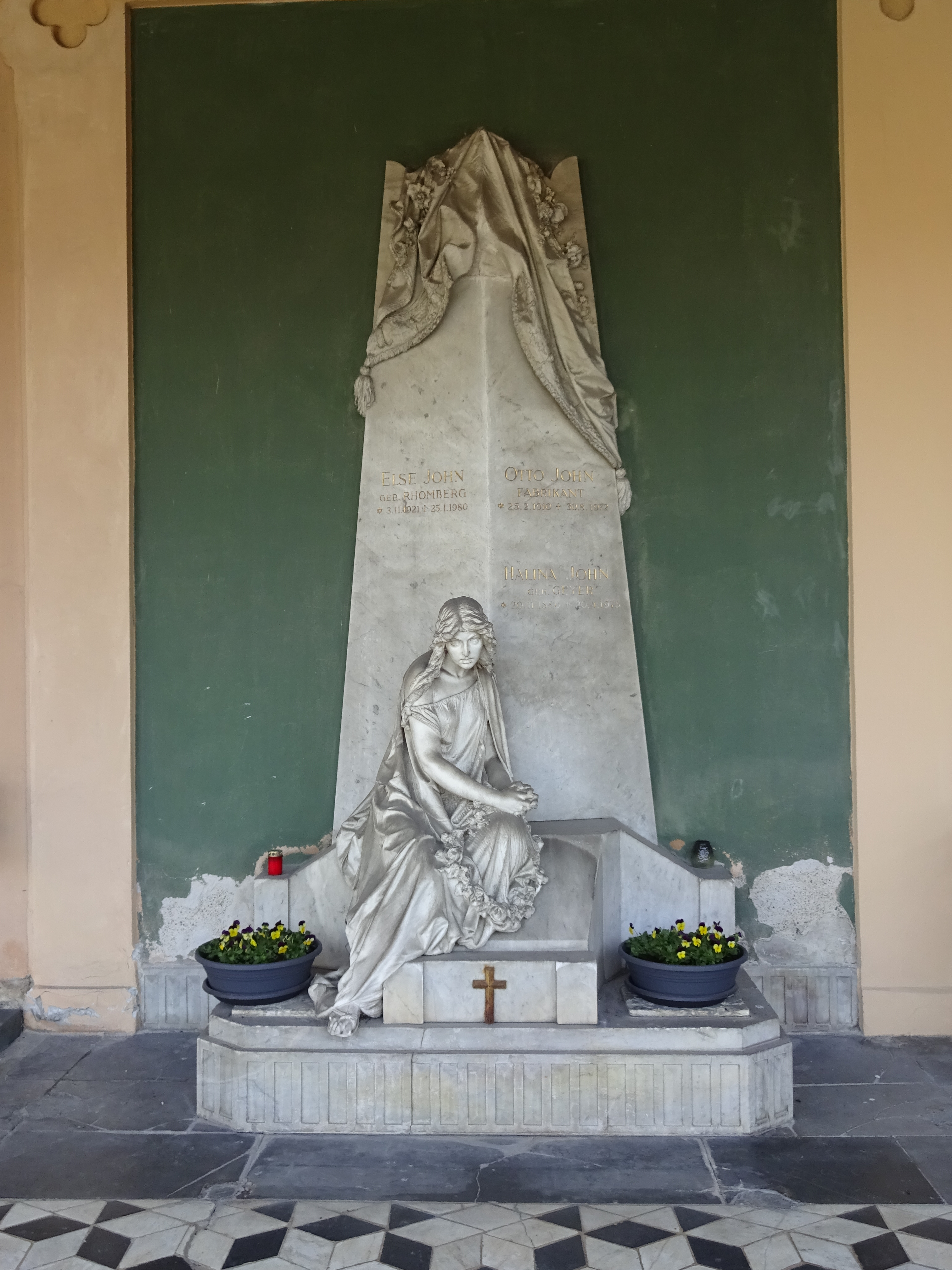
Ehem. gräflich Lodron'sche Grabstätte, Trauernde von Andrea Malfatti, 1879
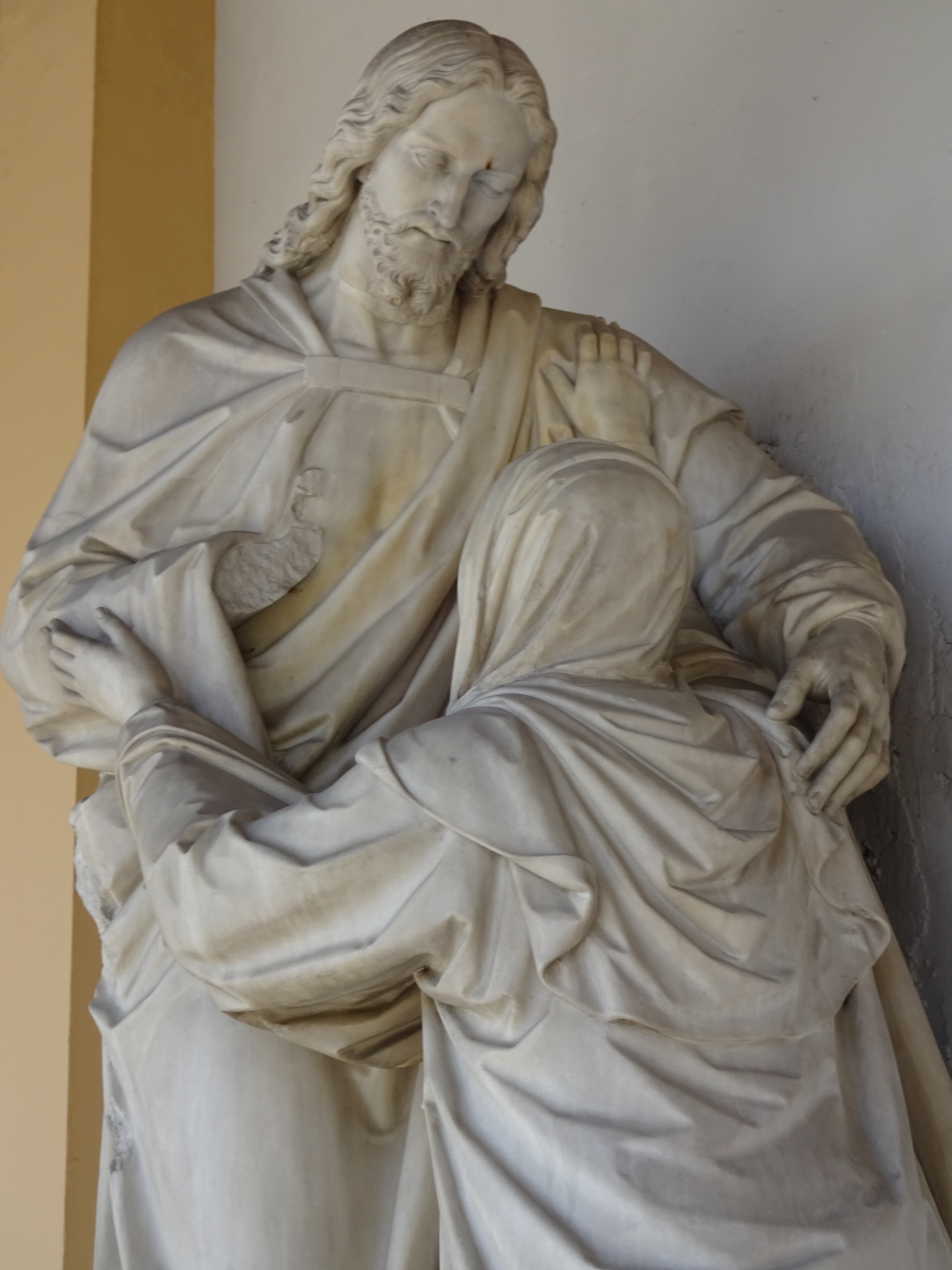
Stumreich-Breinössl'sche Grabstätte, Der Auferstandene begegnet seiner Mutter von Dominikus Trenkwalder, 1887
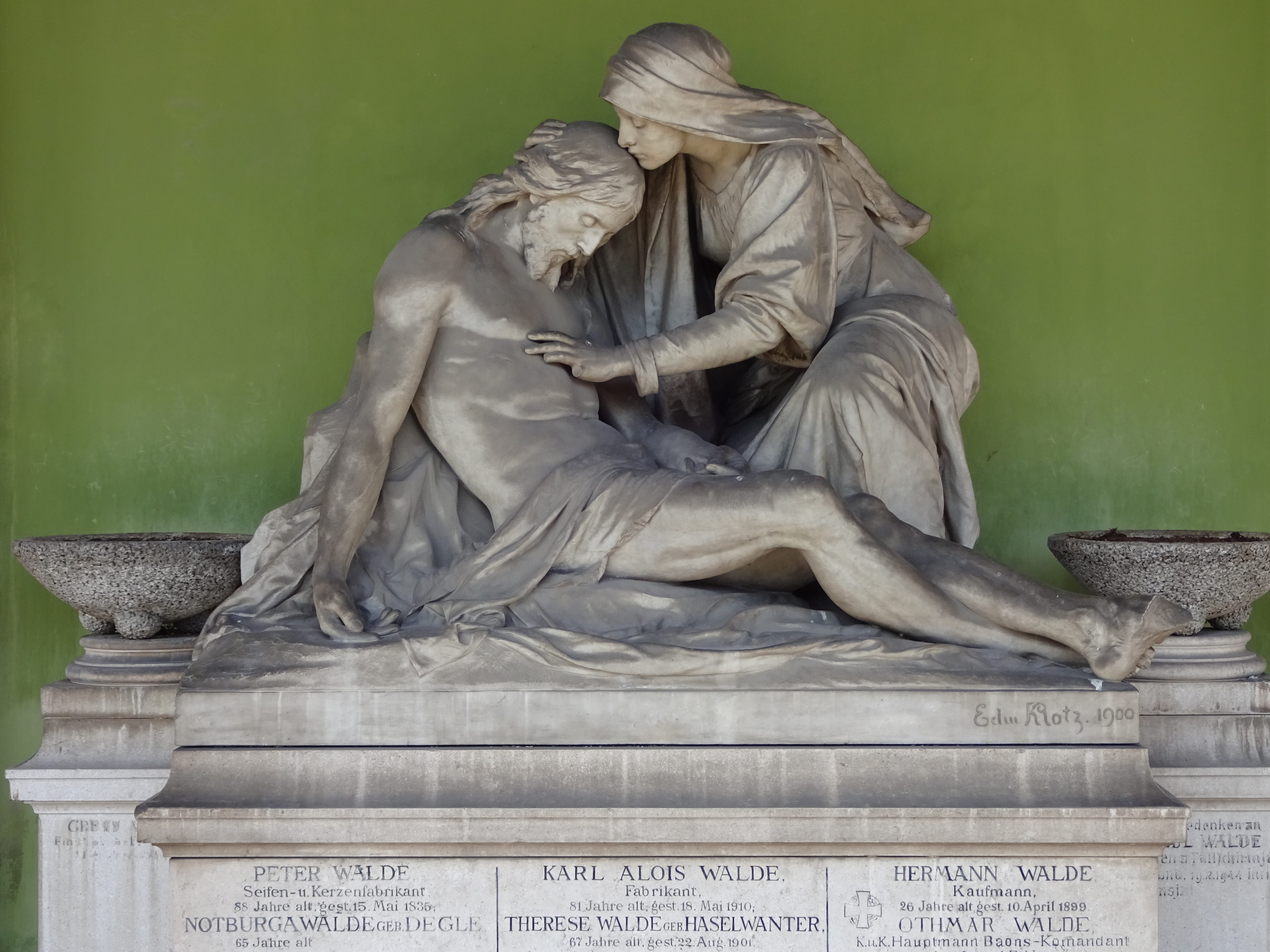
Walde'sche Grabstätte, Pietà von Edmund Klotz, 1900
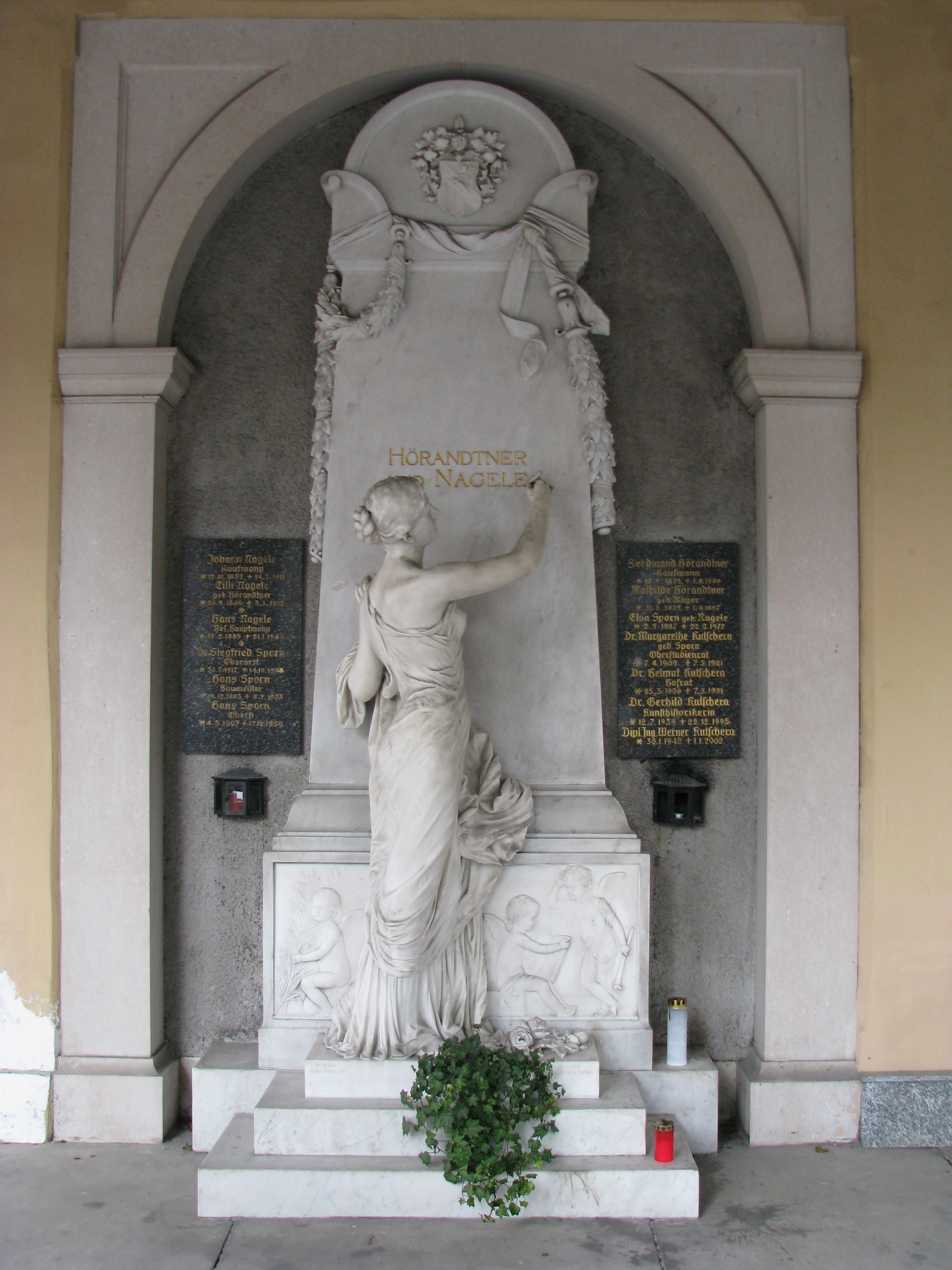
Grabstätte Hörandtner, Skulptur von Hans Bernard, um 1900
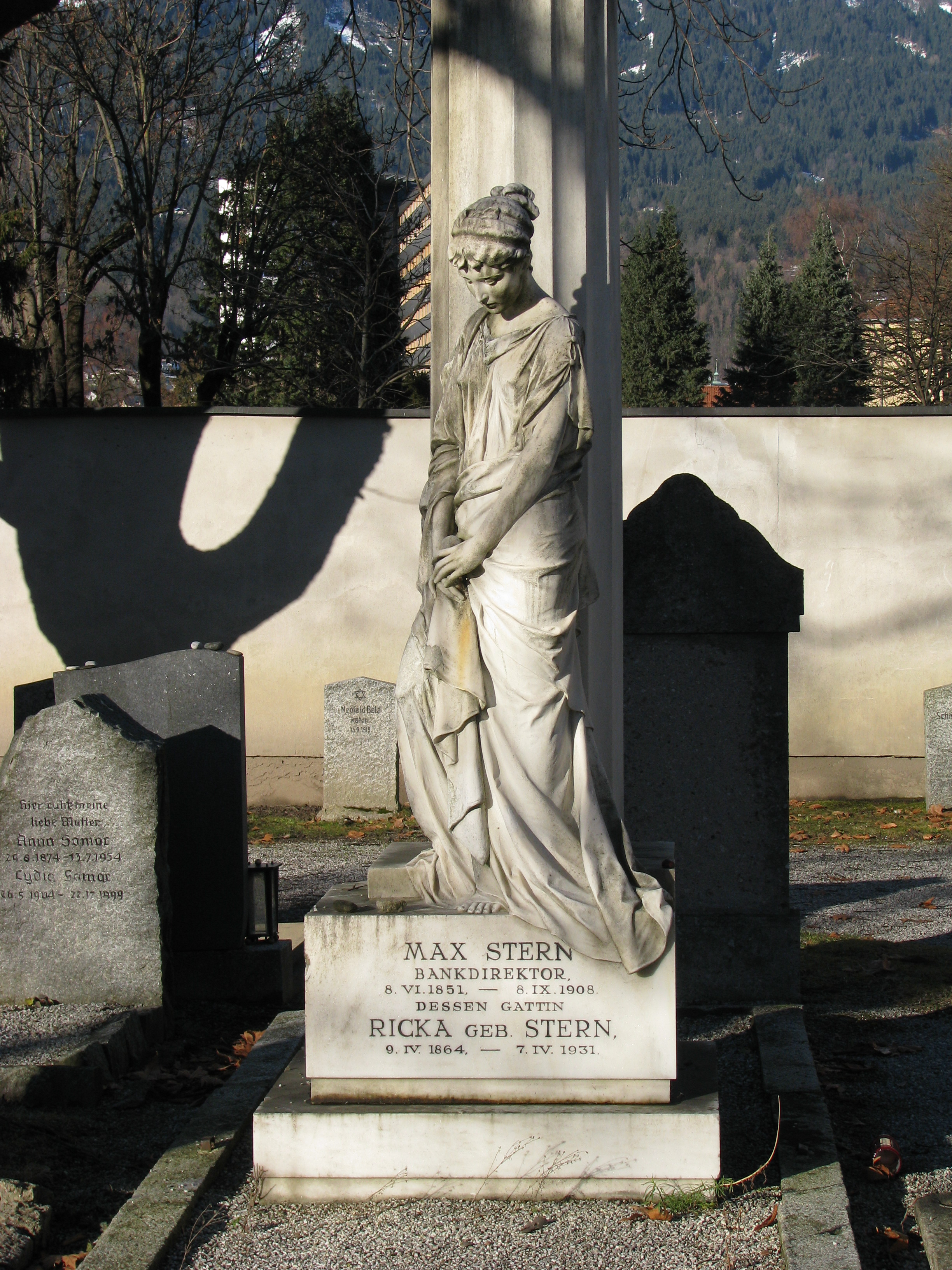
Grabmal Max Stern, Trauernde von Hermann Klotz, 1910

## Auf dem Friedhof bestattete Persönlichkeiten

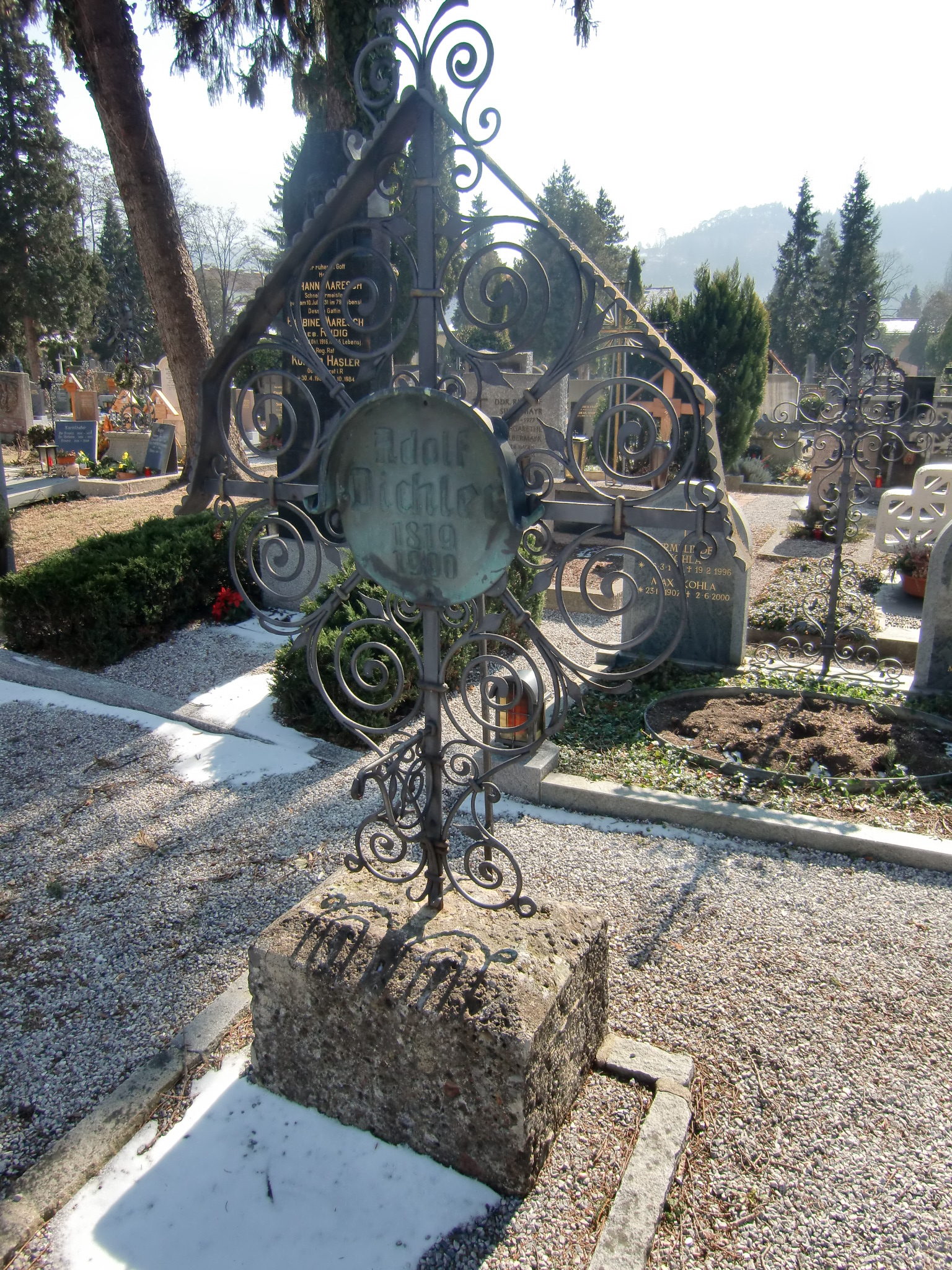
Grab von Adolf Pichler

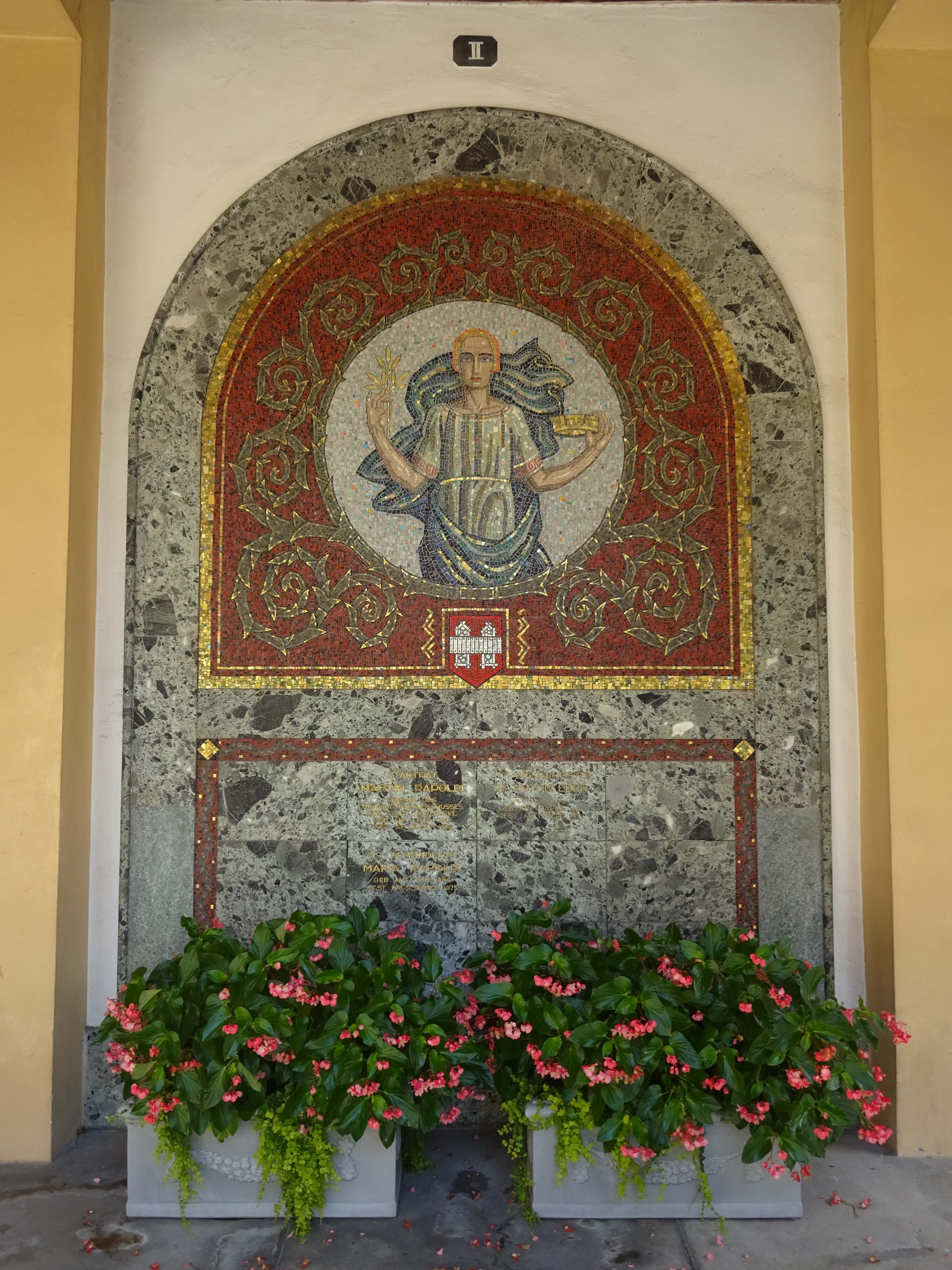
Städtisches Ehrengrab für Martin Rapoldi und Anton Eder

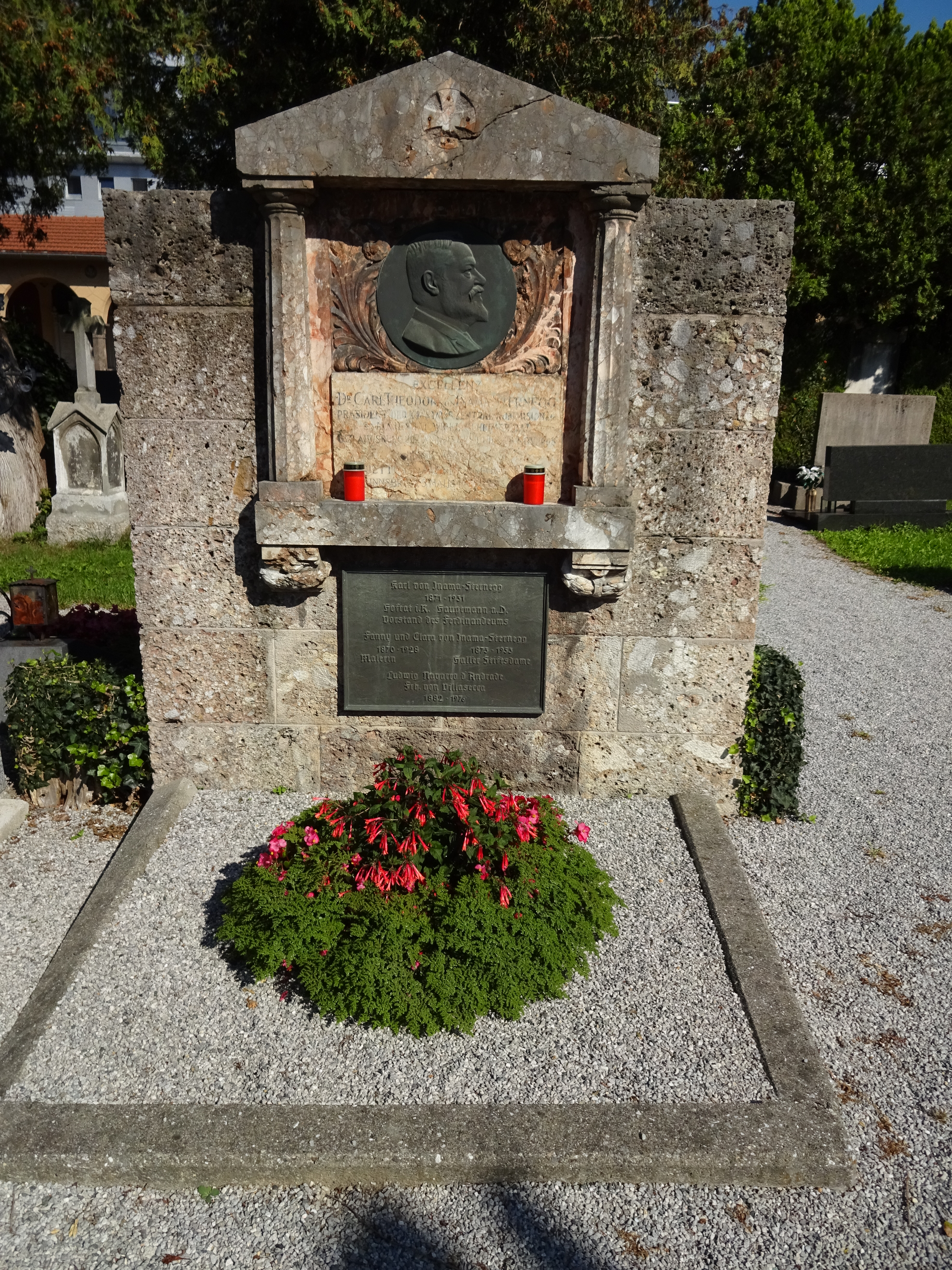
Grab der Familie Inama von Sternegg

- Johann Nepomuk von Alpenburg (1806–1873), Schriftsteller und Mäzen
- Florian Blaas (1828–1906), Jurist, Politiker und Maler, Ehrenbürger
- Burghard Breitner (1884–1956), Chirurg, Präsident des Österreichischen Roten Kreuzes*
- Diana Budisavljević (1891–1978), Humanistin und Aktivistin
- Wilhelm Dannhauser (1839–1925), Gemeinderat, Gründer der israelitischen Kultusgemeinde*
- Egon Denz (1899–1979), Bürgermeister, SS-Führer*
- Anton Eder (1868–1952), Bürgermeister*
- Konrad Fischnaler (1855–1941), Geschichts- und Heimatforscher, Ehrenringträger*
- Franz Fischer (1887–1943), Bürgermeister*
- Ferdinand Friedensbacher (1911–1987), Skirennläufer und Skispringer
- Hermann von Gilm (1812–1864), Jurist und Dichter[24]
- Wilhelm Greil (1850–1928), Bürgermeister*
- Julia Gschnitzer (1931–2023), Schauspielerin
- Christian Hess (1895–1944), Maler und Bildhauer
- Bernhard Höfel (1862–1943), Juwelier und Mäzen*
- Fanny Inama von Sternegg (1870–1928), Malerin
- Karl Inama von Sternegg (1871–1931), Genealoge und Heraldiker
- Theodor Inama von Sternegg (1843–1908), Staatswissenschaftler, Statistiker und Wirtschaftshistoriker[25]
- Theodor Ritter von Kern (1836–1873), Historiker
- Julius Kraft-Kinz (1925–2018), Chirurg
- Franz Kranewitter (1860–1938), Dramatiker, Ehrenringträger*
- Leonhard Lang (1843–1928), Papierhändler und Wohltäter, Ehrenbürger*
- Michael Mayr (1864–1922), Historiker und Politiker, Bundeskanzler
- Josef Menardi (1925–2020), Architekt und Denkmalpfleger
- Anton Müller (Bruder Willram, 1880–1939), Schriftsteller und Priester
- Matthäus Nagiller (1815–1874), Komponist und Dirigent
- Hilde Nöbl (1912–2001), Malerin
- Bartholomäus del Pero (1850–1933), Dichter*
- August Pezzey der Jüngere (1875–1904), Maler
- Adolf Pichler (1819–1900), Schriftsteller und Geologe
- Josef Pöll (1874–1940), Lehrer, Botaniker, Schriftsteller und Musiker; Ehrenringträger*
- Benedikt Posch (1922–2001), Journalist und Verleger
- Simon Prem (1853–1920), Gymnasiallehrer und Literaturhistoriker*
- Fritz Ranzi (1909–1977), Historiker
- Martin Rapoldi (1880–1926), Journalist und Stadtrat*
- Anton Renk (1871–1906), Schriftsteller und Volkskundler[24]
- Emil Schennich (1884–1928), Musikdirektor und Komponist*
- Josef Schraffl (1855–1922), Landeshauptmann
- Josef Schretter (1856–1909), Maler
- Heinrich von Schullern zu Schrattenhofen (1865–1955), Schriftsteller
- Raoul Stoisavljevic (1887–1930), Pilot[26]
- Luise Stolz-Speckbacher (1863–1927), Lehrerin*
- Franz Richard Unterberger (1837–1902), Landschaftsmaler[27]
- Johann von Vorhauser (1811–1890), Statthaltereibeamter
- Hilde Zach (1942–2011), Bürgermeisterin*

* ... Ehrengrab der Stadt Innsbruck